# ثغريات سوداء
ثغريات سوداء (الاسم العلمي: Melastomataceae)، فصيلة نباتات حولية مُزهرة تتكون من شجيرات أو أشجار صغيرة. توجد في الغالب في المناطق المدارية (ثلثي الأجناس من المناطق العالم الجديد المدارية) تضم 165 جنس و5115 نوع معروف.